# Jezioro Młyńskie Wielkie
Jezioro Młyńskie Wielkie – jezioro w woj. zachodniopomorskim, w pow. wałeckim, w Człopie, leżące na terenie Pojezierza Wałeckiego.

## Dane morfometryczne
Powierzchnia zwierciadła wody według różnych źródeł wynosi od 32,5 ha przez 37,12 ha do 38,0 ha.
Zwierciadło wody położone jest na wysokości 62,8 m n.p.m. lub 63,2 m n.p.m.. Średnia głębokość jeziora wynosi 2,4 m, natomiast głębokość maksymalna 6,0 m.
W oparciu o badania przeprowadzone w 1991 roku wody jeziora zaliczono wody jeziora zaliczono do wód pozaklasowych.
Przez jezioro przepływa rzeka Cieszynka. W zachodniej części na południowym brzegu jeziora zlokalizowana jest plaża i ośrodek wypoczynkowy.

## Hydronimia
Według urzędowego spisu opracowanego przez Komisję Nazw Miejscowości i Obiektów Fizjograficznych (KNMiOF) nazwa tego jeziora to Jezioro Młyńskie Wielkie. W różnych publikacjach i na mapach topograficznych jezioro to występuje pod nazwą Wielki Staw, Młyński Staw, bądź Młyńskie.